# Eivind
Eivind er et nordisk drengenavn med oprindelse i det urnordiske navnet *Auja-winduR og det norrøne navnet Eivindr. Det første navneleddet er dannet af auja der betyder "held" eller "gave". Navnets andet led, winduR, betyder "vinder". Øyvind og Even er andre navn der har samme oprindelse.

## Brug
Eivind er et almindeligt navn i Norge, men det er sjældent i andre lande.
Tabellen nedenfor giver en detaljeret oversigt over populariteten af navnet Eivind og varianter deraf, for nogle af de lande hvor statistiken kan findes.
| Land            | Blandt landets mænd | Blandt landets mænd | Blandt landets mænd | Blandt drengebørn | Blandt drengebørn | Blandt drengebørn | Blandt drengebørn |
| Land            | Antal               | Procent             | Rangering           | Antal             | Procent           | Rangering         |                   |
| --------------- | ------------------- | ------------------- | ------------------- | ----------------- | ----------------- | ----------------- | ----------------- |
| Norge Eivind    | 8.250 (2006)        | 0,35 %              | 77.                 | 103 (2006)        | 0,34 %            | 81.               |                   |
| Danmark Eyvind  | 2.430 (2007)        | 0,09 %              | –                   | - (2005)          | -                 | (> 50.)           |                   |
| Island Eyvindur | 51 (2004)           | 0,03 %              | –                   | - (2000-2004)     | -                 | (> 98.)           |                   |
| Norge Eyvind    | 407 (2006)          | 0,02 %              | 450.                | - (2006)          | -                 | (> 415.)          |                   |
| Danmark Eivind  | 271 (2007)          | 0,01 %              | –                   | - (2005)          | -                 | (> 50.)           |                   |
| Sverige Eivind  | 325 (2006)          | 0,01 %              | –                   | - (2006)          | -                 | (> 100.)          |                   |

|                                                                 |
| Historisk udvikling af populariteten til navnet Eivind i Norge. |

## Kendte personer med navnet
- Ejvind Breck, dansk kapelmester.
- Eyvind Johan-Svendsen, dansk skuespiller.
- Eyvind Johnson, svensk forfatter.
- Eyvind Kornbeck, dansk teaterdirektør og skuespiller.